# Miru directory server
みる directory server (miru directory server, codename: ocean) je projekt, který si klade za cíl vytvořit server pro prostředí tenkých klientů bez nákladů na Windows Active Directory. Základem pro tento projekt je Samba 4, která poskytuje služby Active Directory Service, Kerberos 5 KDC, LDAP Global Catalog, řadič domény Windows Domain Control.
Projekt vychází z projektů m0n0wall, FreeNAS a pfSense.